# Jeanne Colletin
Jeanne Colletin (née Janine Fournier le 16 juillet 1938 à Toulouse et morte le 20 octobre 2006 dans le 7e arrondissement de Paris est une actrice française de cinéma et de théâtre.

## Biographie
Elle débute à 15 ans au théâtre dans la compagnie Renaud-Barrault. En 1963, elle obtient un premier prix de comédie moderne ainsi qu'un premier prix de comédie classique au Conservatoire national supérieur d'art dramatique de Paris. Elle passe alors trois ans à la Comédie-Française
Elle a reçu le Prix Gérard-Philipe pour sa création de Pepsie au théâtre Daunou en 1965. Elle joue un personnage important de femme bisexuelle et littéralement déshabillé, pour le rôle d'Ariane dans le film Emmanuelle, aux côtés de Sylvia Kristel.
Le père de sa fille Léonore est Henri Grandsire. En 1981 elle épouse le violoniste Raphaël Oleg.
Elle s'est aussi essayée à la chanson et a sorti chez Polydor un 45 tours puis un album intitulé Mon amour mon adieu (texte de Jeanne Colletin et Nadine Laïk, musique de Francis Lai) en 1969 où sa voix à la sensualité onduleuse fait merveille.

## Théâtre
- 1953 : Pour Lucrèce : la bouquetière Gillette
- 1962 : La Fourmi dans le corps de Jacques Audiberti, mise en scène André Barsacq, Comédie-Française
- 1963 : L'Âne et le Ruisseau d’Alfred de Musset, mise en scène Jacques Sereys, Comédie-Française
- 1963 : Les Sincères de Marivaux, mise en scène Jacques Sereys, Comédie-Française

## Filmographie

### Cinéma
- 1966 : Trois enfants dans le désordre : Elisabeth Masson, l'inspectrice
- 1973 : Traitement de choc : Camille Giovanelli
- 1974 : Emmanuelle : Ariane

### Télévision
- Allô Police
  - Histoire 13 : L'Affaire Dreux (1967)
- 1969 : Les Cinq Dernières Minutes, épisode L'Inspecteur sur la piste de Claude Loursais - Patricia
- 1972 : épisode Le comte de Lavalette de la série Les Évasions célèbres : Duchesse d'Angoulême
- 1974 : La Folie des bêtes : Irène Lantier
- 1978 : Mazarin : Madame de Chevreuse